# Expedición 62
Expedición 62 fue la sexagésima segunda misión de larga duración a la ISS, comenzada el 6 de febrero de 2020 con el desacoplamiento de la nave espacial Soyuz MS-13. Finalizó el 17 de abril de 2020 después de la llegada de la Soyuz MS-16 con el desacoplamiento de la  Soyuz MS-15, siendo el inicio de la Expedición 63.

## Misión
Esta expedición estuvo compuesta solo por 3 miembros en su mayor parte, el comandante ruso Oleg Skrípochka, así como por los ingenieros de vuelo estadounidenses Jessica Meir y Andrew Morgan. La siguiente parte de la misión, que en principio iba a estar compuesta por Nikolai Tikhonov, Andrei Babkin y Christopher Cassidy, pero los dos cosmonautas fueron sustituidos por sus reservas debido a una lesión de Nikolai Tikhonov, siendo Anatoli Ivanishin e  Ivan Vagner junto con Cassidy los tres miembros de la tripulación de Soyuz MS-16 y pertenecientes a la siguiente expedición en lugar de la expedición 62.

## Personal
| Cargo                | Febrero de 2020        | Abril de 2020              |
| -------------------- | ---------------------- | -------------------------- |
| Comandante           | Oleg Skripochka, (RKA) | Oleg Skripochka, (RKA)     |
| Ingeniero de vuelo 1 | Jessica Meir (NASA)    | Jessica Meir (NASA)        |
| Ingeniero de vuelo 2 | Andrew Morgan (NASA)   | Andrew Morgan (NASA)       |
| Ingeniero de vuelo 3 |                        | Anatoli Ivanishin, (RKA)   |
| Ingeniero de vuelo 4 |                        | Ivan Vagner, (RKA)         |
| Ingeniero de vuelo 5 |                        | Christopher Cassidy (NASA) |